# Превземане на Ормуз (1622)
Превземането на Ормуз от 1622 е конфликт между португалците и персийците за властта над остров Ормуз. На помощ на Персия идват девет английски кораба от Британската източноиндийска компания. Това е първият военен конфликт с едновременно участие на Персия и Англия.
Повече от век преди това, през 1507, португалците, ръководени от Афонсу де Албукерке, превземат персийския остров Ормуз и установяват там търговска колония. Мястото е статегически разположено на брега на Ормузкия проток, между Персийския залив и Арабско море, и затова португалците получават пълен контрол над търговията между Индия и Европа. След като установява търговски връзки с Англия и нанася тежък удар на Османската империя, шах Абас I Велики изпраща своя генерал, Имам Кули Хан, син на Алахверди хан, да превземе острова. На помощ му идват 9 кораба на Британската източноиндийска компания. Така португалците понасят пълно поражение. След конфликта започват търговските връзки между Англия и Персия.

## Ход
Първоначално персийците обсаждат и завземат португалската крепост на остров Кешм, но после се оказва, че без чужда помощ няма да успеят да си върнат Ормуз. Тогава Абас I Велики използва дипломатическите си връзки с Англия, създадени по време на втората персийска дипломатическа мисия в Европа, си издейства помощта на Британската източноиндийска компания, като предлага контрола над търговията с коприна.. Щом съюза е подписан, двете сили се насочват към Ормуз към португалските бази.
Англичаните заемат позиция до Кешм, на разстояние 15 мили, за да могат да бомбардират португалските позиции. Португалците бързо напускат позициите си, така че сред англичаните има малко жертви, но сред тях е известният пътешественик Уилям Бафин.
Англо-персийската флота достига Ормуз и персийците дебаркират, за да превземат града. Англичаните бомбардират замъка и потапят португалската флота. Накрая, на 22 юни 1622, Ормуз е превзет. Тогава португалците преместват базата си в Маскат.

## Последици
Докато Англия и Португалия не са във война, Бъкингамският дук Джордж Вилиърс прави опит да направи съюз с доскорошния враг на държавата си, но крал Джеймс I го спира.
След превземането на Ормуз Компанията започва да търгува с Персия, главно заради коприната, която все повече се използва в Англия. Английският пътешественик Робърт Шърли също намира интерес в разрастването на тази търговия.